# Graves megye
Graves megye az Amerikai Egyesült Államokban, azon belül Kentucky államban található. Megyeszékhelye és legnagyobb városa Mayfield. Lakosainak száma 36 649 fő (2020. április 1.). Graves megye McCracken, Marshall, Calloway, Henry, Weakley, Hickman és Carlisle megyékkel határos.

## Népesség
A megye népességének változása:
| Lakosok száma | 37 205 | 37 503 | 37 556 | 37 451 | 37 421 | 36 649 |
|               | 2010   | 2011   | 2012   | 2013   | 2015   | 2020   |